# Marina (żeglarstwo)

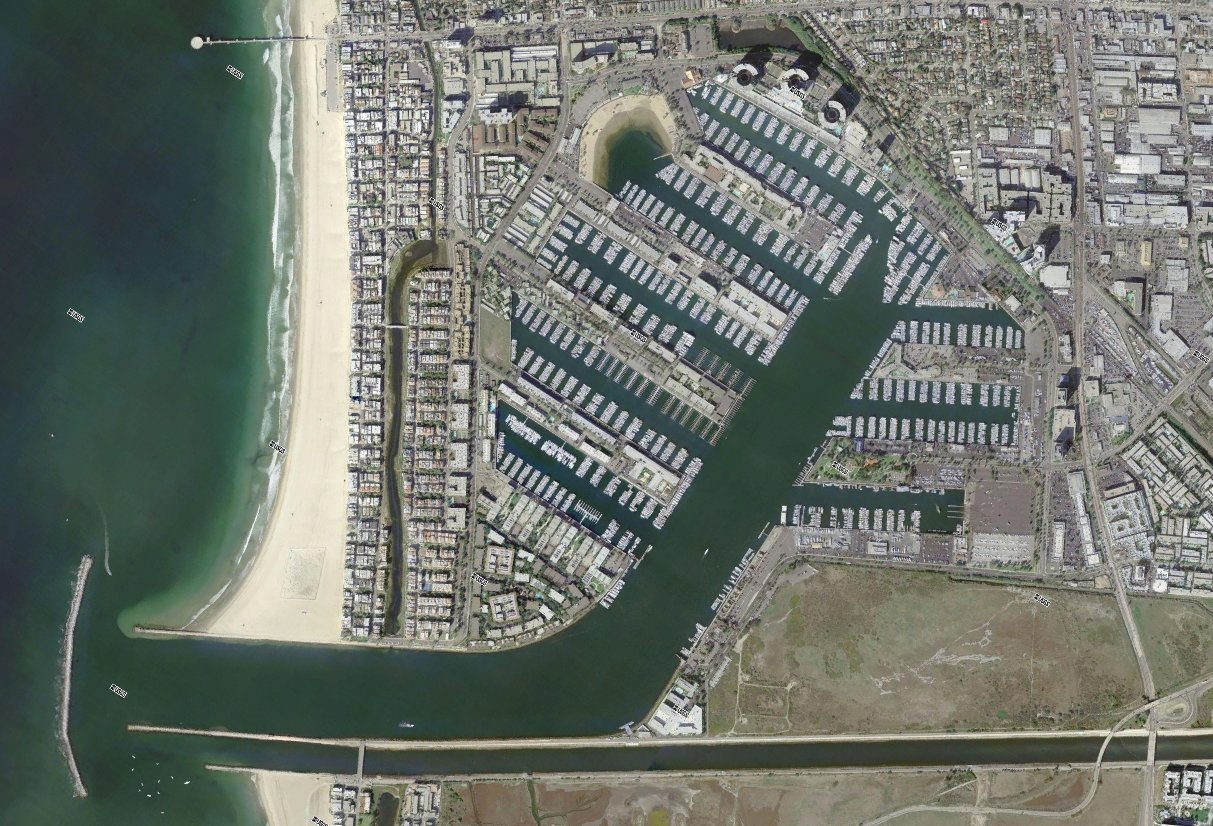
Port jachtowy Marina del Rey

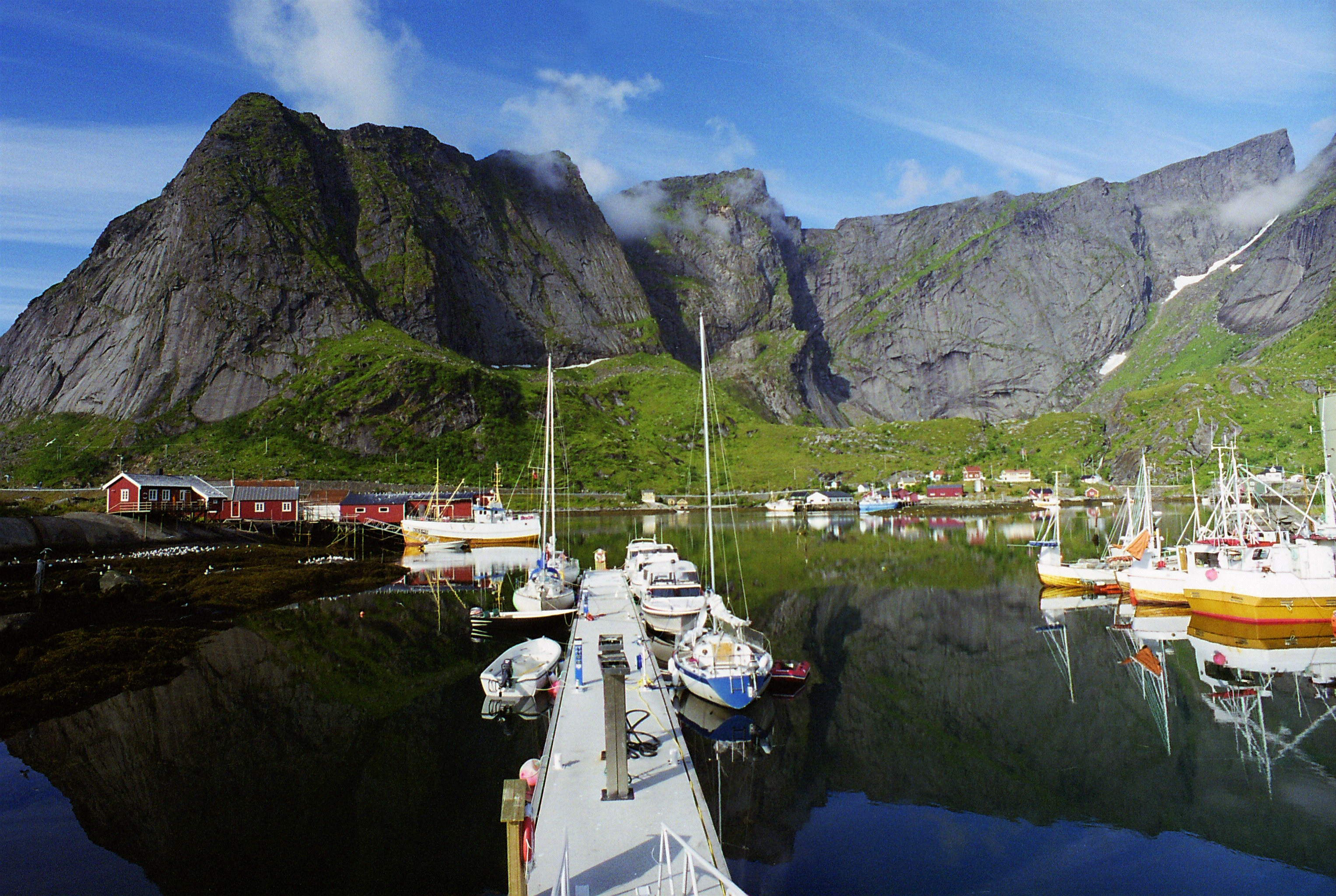
Marina w miejscowości Reine - Lofoty, Norwegia

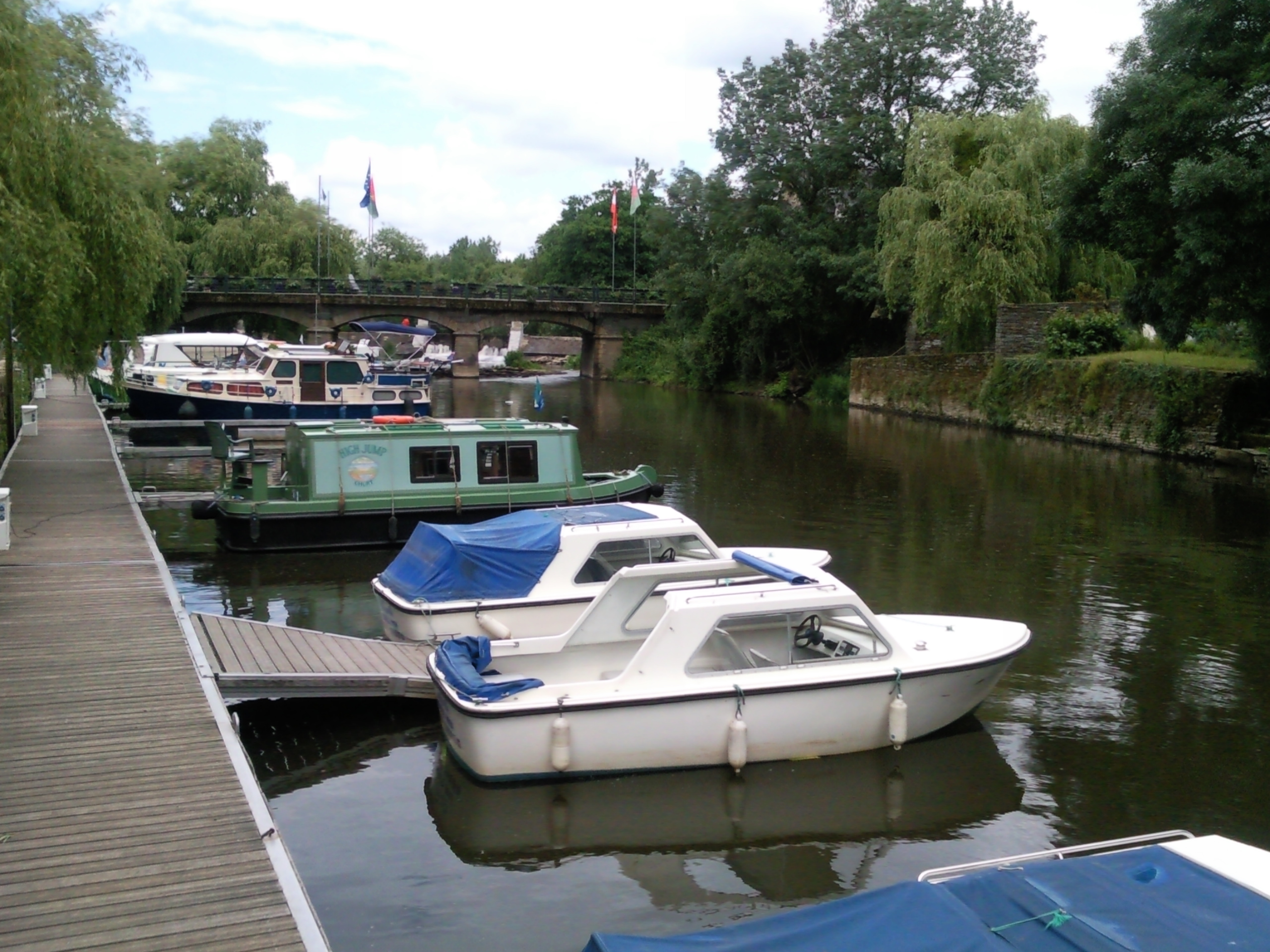
La Gacilly, marina śródlądowa dla jachtów motorowych i barek turystycznych

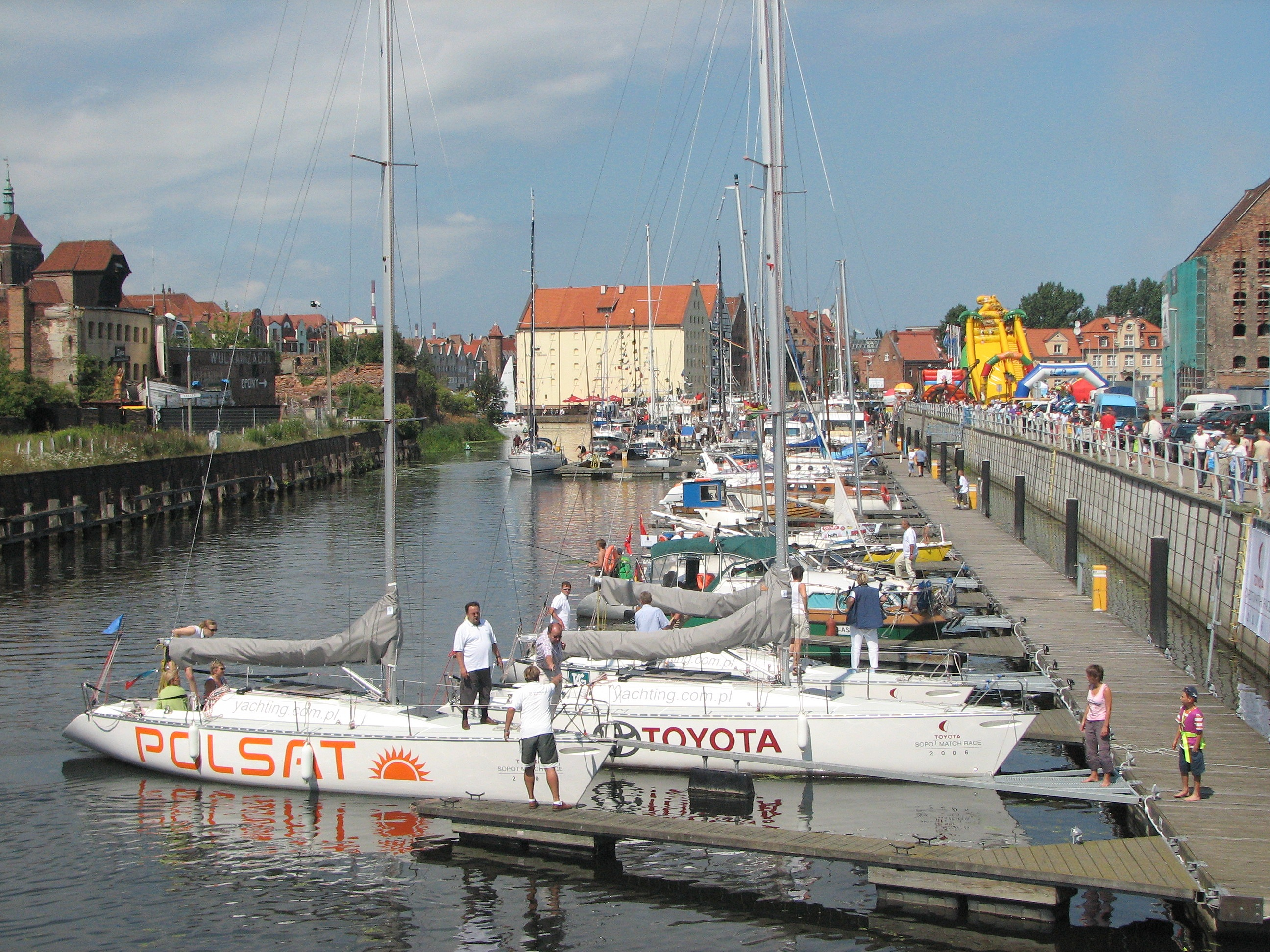
Przystań jachtowa Marina Gdańsk w porcie morskim w Gdańsku podczas Baltic Sail 2006

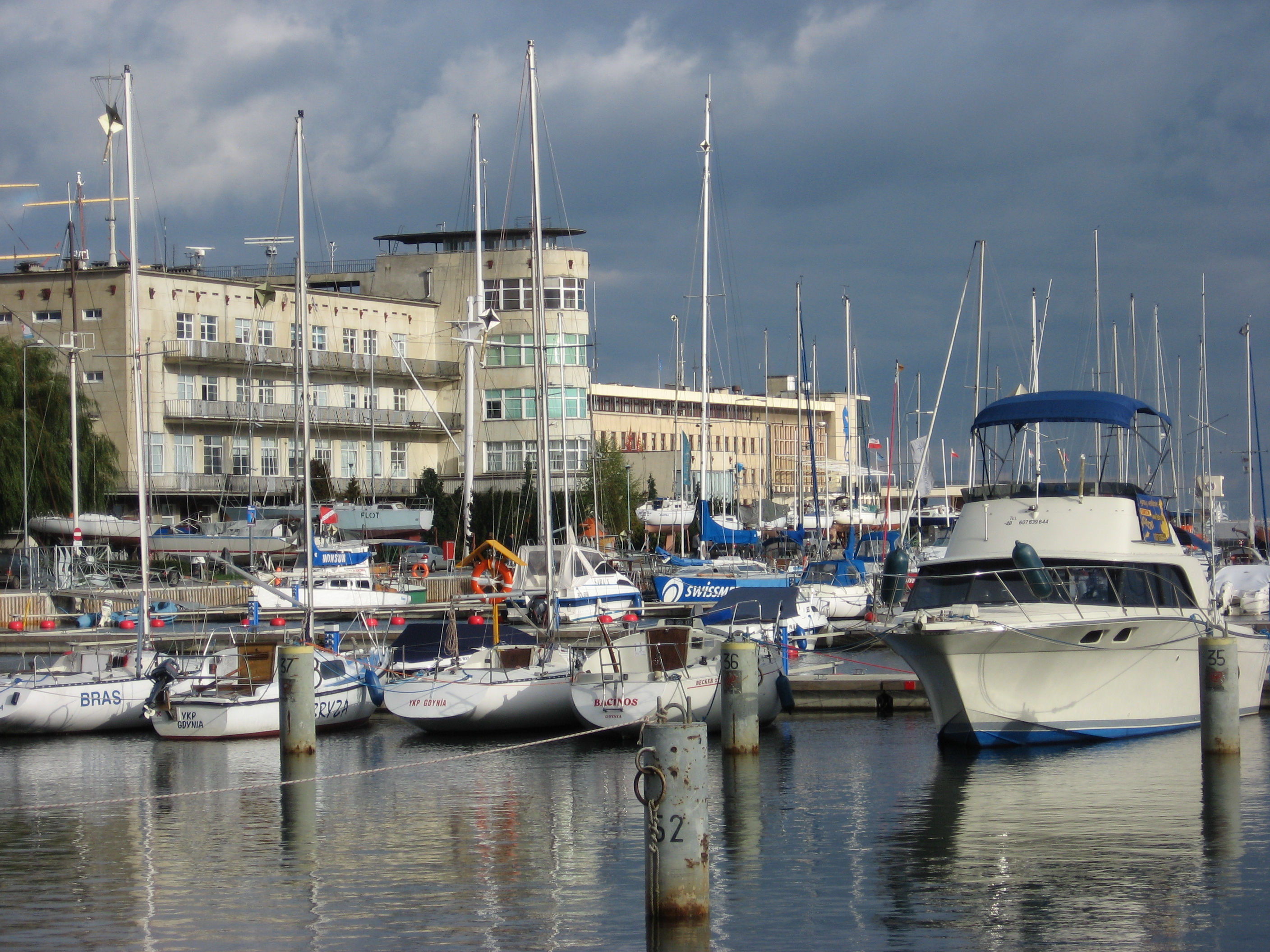
Przystań morska „Marina Gdynia” w Gdyni

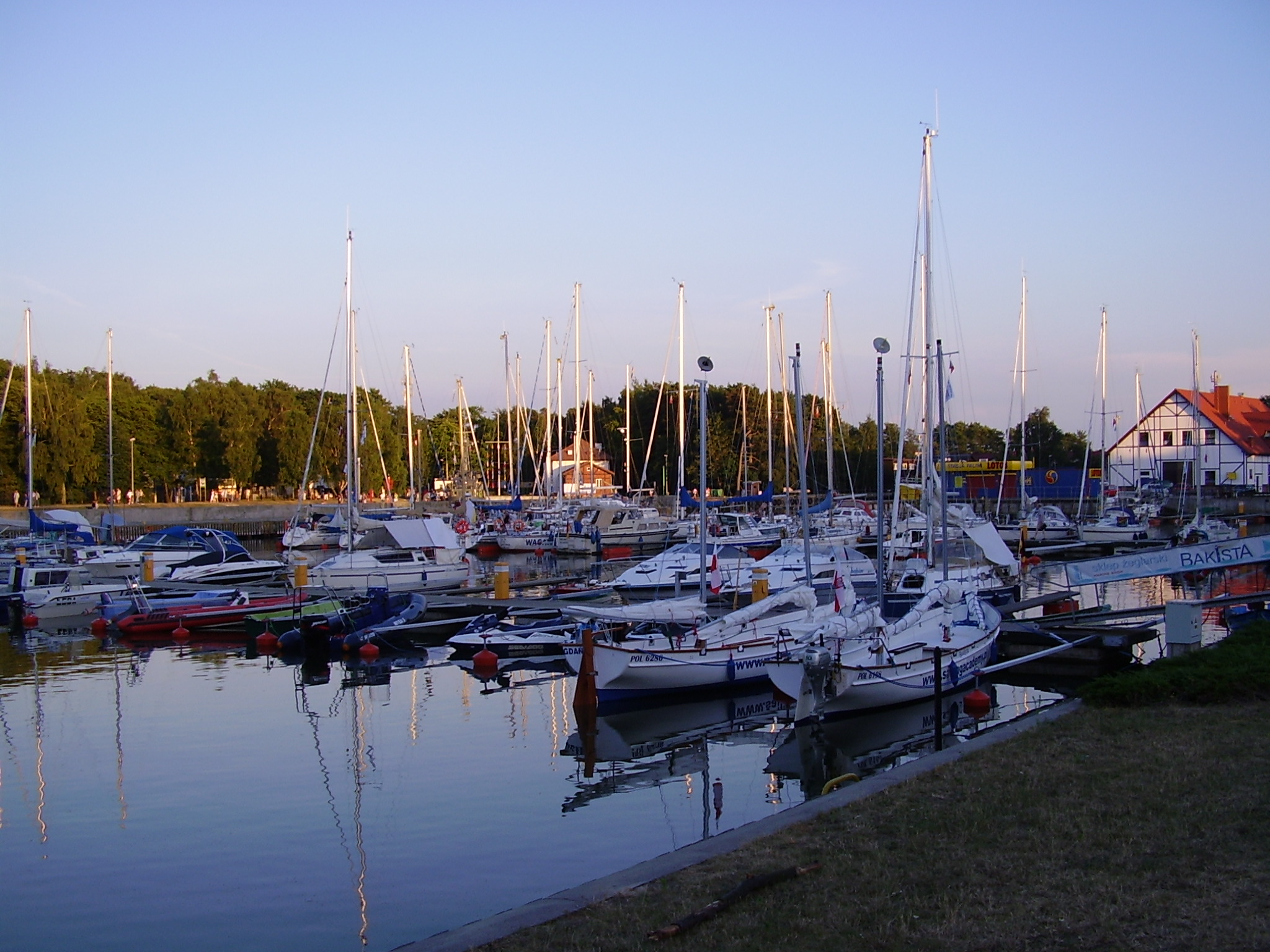
Marina w porcie morskim Łeba

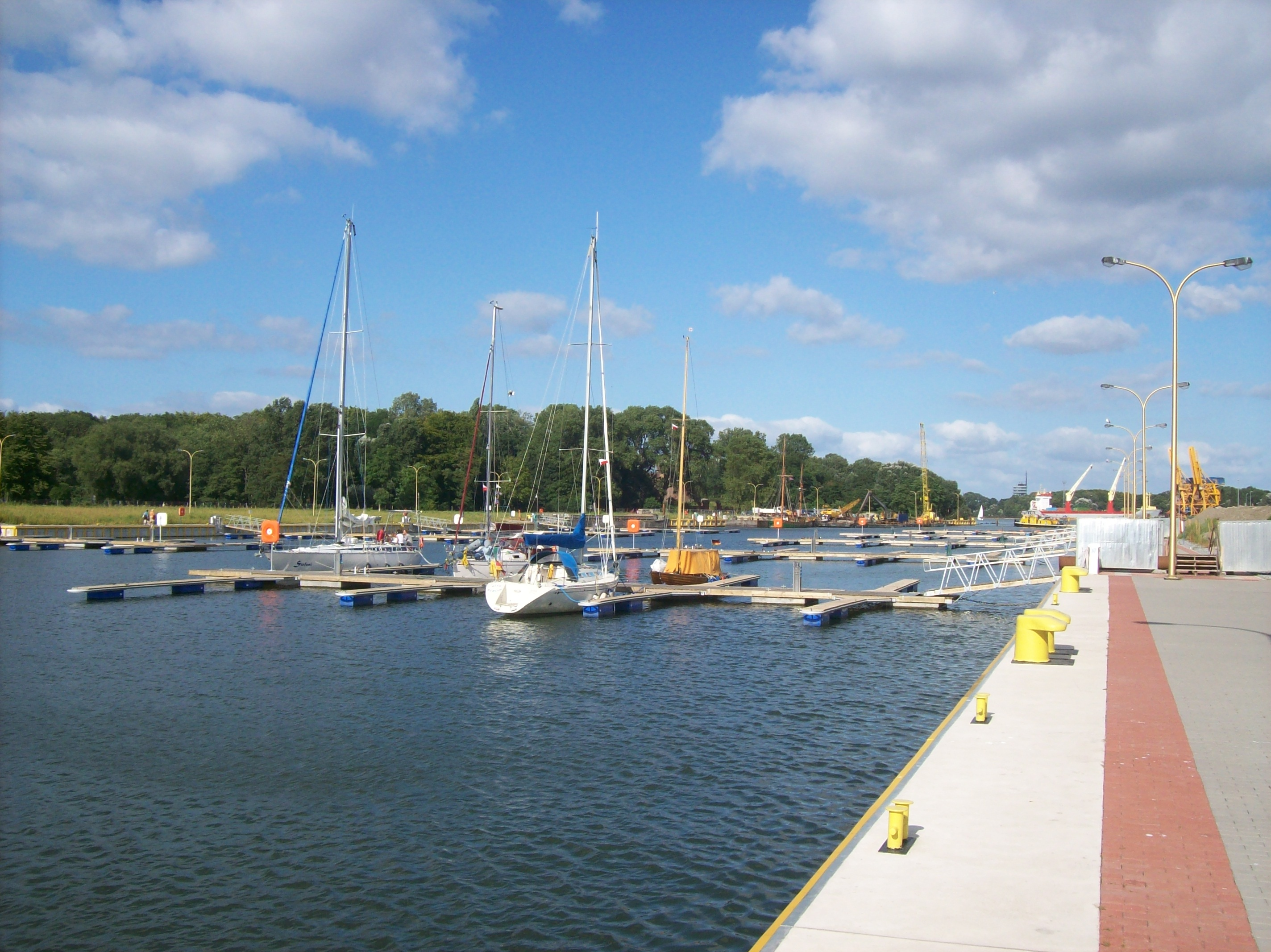
Przystań Jachtowa w Świnoujściu

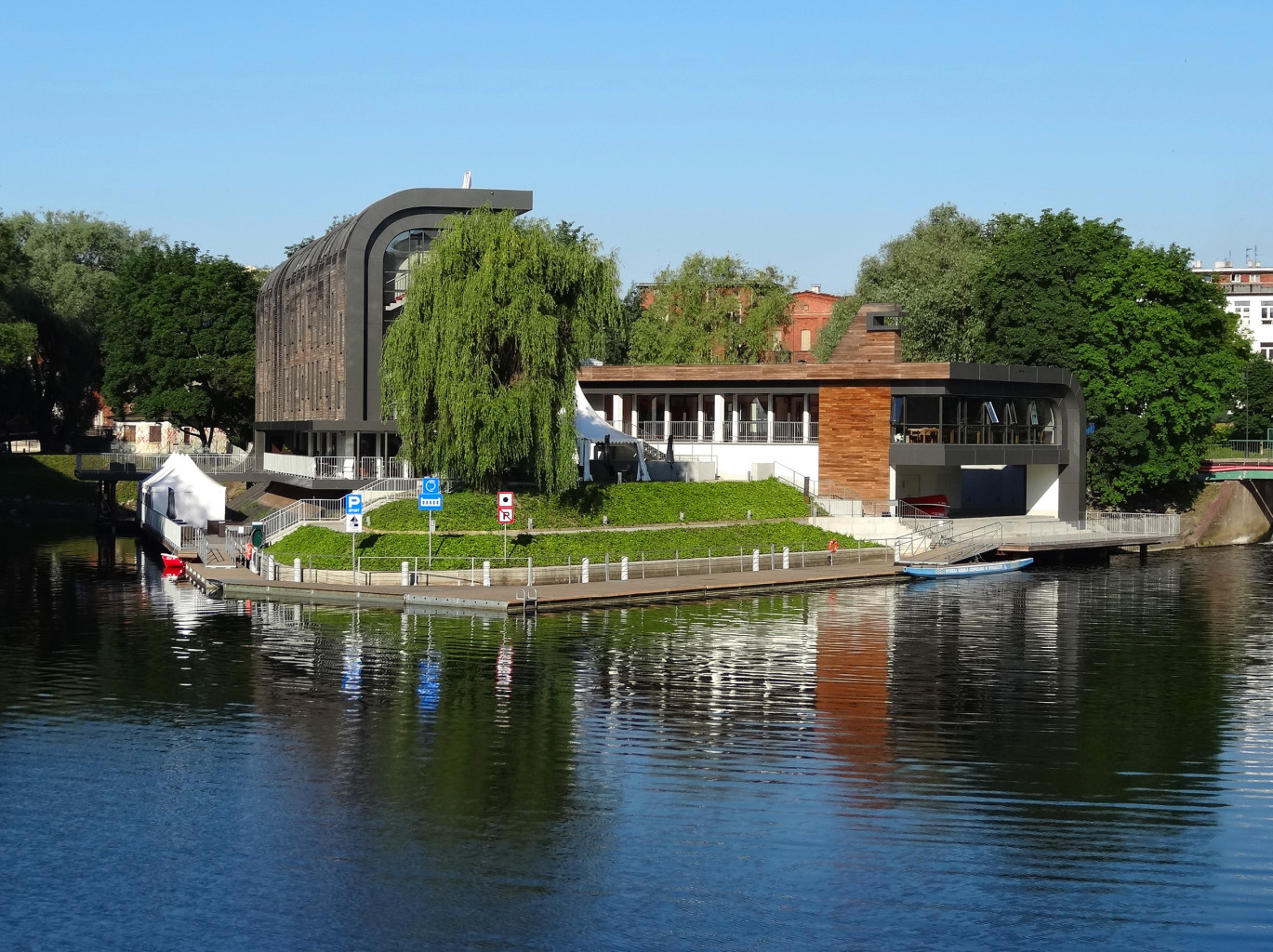
Przystań Bydgoszcz - bryła mariny wyróżniona licznymi nagrodami architektonicznymi

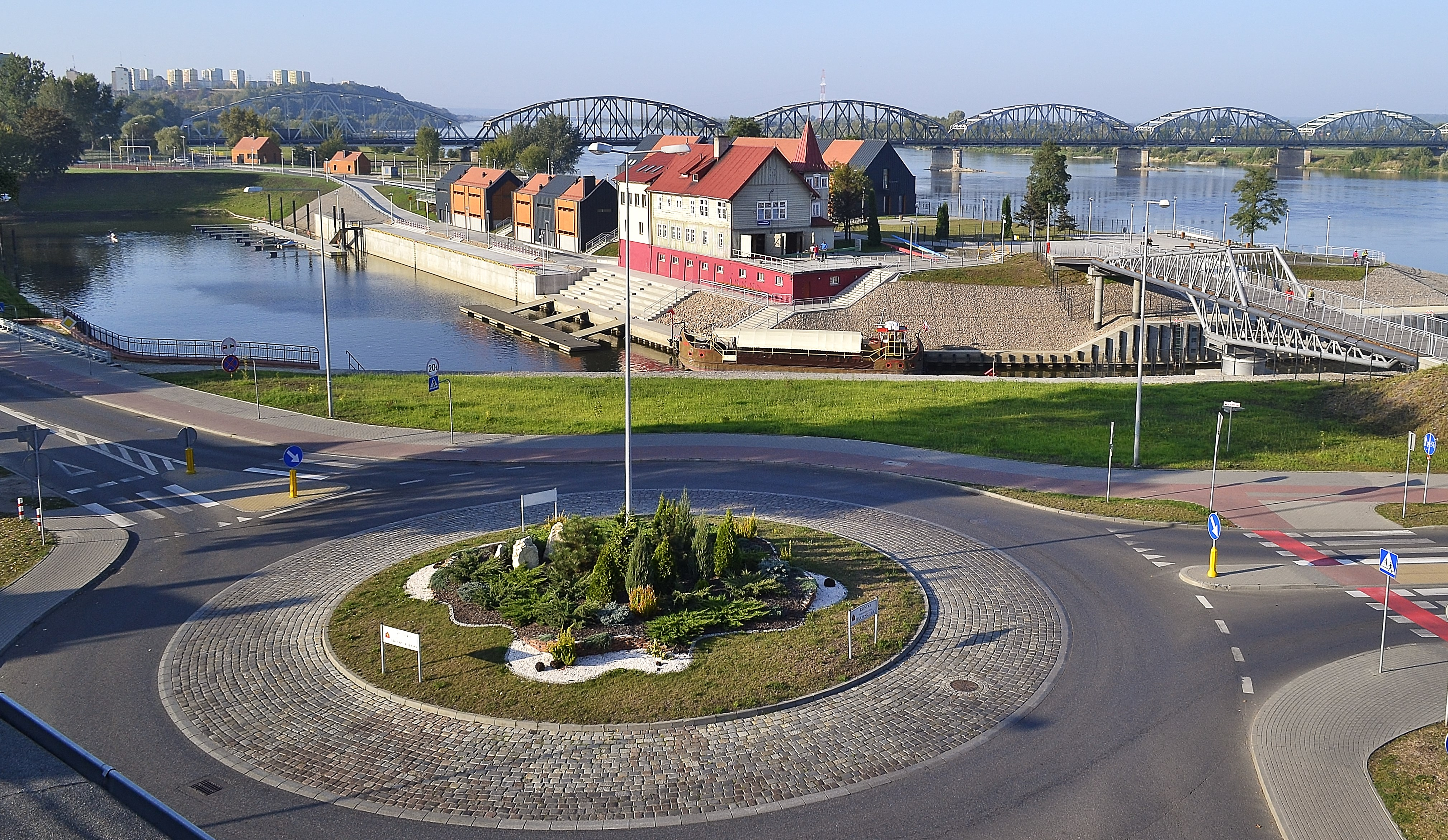
Port Schulza, Grudziądz

Marina, port jachtowy – mały lub średni port (także wydzielona część portu tj. basen jachtowy) przystosowany do przybijania, cumowania i postoju jachtów i innych niewielkich jednostek pływających. Obszar portu osłonięty jest zazwyczaj od strony otwartego akwenu falochronem w sposób naturalny lub sztuczny.

## Wyposażenie
Mariny wyposażone są w pomosty stałe (betonowe, drewniane, metalowe) umożliwiające bezpieczne dobijanie jednostek. Najczęściej posiadają też stacje paliwowe, dźwig, slip oraz urządzenia sanitarne. W bliskim obszarze mariny znajdować mogą się również: kempingi, ośrodek wypoczynkowo-rekreacyjny, klub żeglarski itp. Prawnym gospodarzem mariny może być np.: osoba prywatna czy też miasto, gmina itd.
Dobrze wyposażone mariny posiadają (korzystanie w większości odpłatne):
- sanitariaty (WC, prysznice itp.);
- dostęp do wody pitnej;
- podłączenie do energii elektrycznej;
- pompy do opróżniania zbiorników ze ściekami;
- urządzenia portowo-remontowe (dźwig, slip itp.);
- punkt informacji (pogoda, mapy itp.);
- zaplecze gastronomiczne;
- sklep żeglarski.

## Mariny w Polsce

### Mariny na obszarach morskich
- port morski Dziwnów
- port morski Kołobrzeg
- port morski Gdańsk – przystań jachtowa Marina Gdańsk
- przystań morska Marina Gdynia
- przystań morska „Molo” w Sopocie – Marina Sopot
- port morski Łeba
- port morski Puck
- port morski Szczecin
- port morski Świnoujście – Basen Północny
- port morski Trzebież

### Mariny śródlądowe
- Giżycko
- Elbląg
- Mikołajki
- Pisz
- Ruciane-Nida
- Ryn
- Sztynort
- Tczew
- Węgorzewo
- Wrocław
- Bydgoszcz
- Krapkowice
- Ślesin
- Głogów
- Port Schulza, Grudziądz
- Rodzinny Port Jachtowy TAZBIROWO, Koronowo

## Mariny w Europie (wybór)
- Kalmar (Szwecja)
- Monte Carlo (Monako)
- Næstved (Dania)
- Rønne (Bornholm, Dania)